# Tobias Gruber
Tobias Gruber (* 10. Jänner 2005 in Schwarzach im Pongau) ist ein österreichischer Fußballspieler.

## Karriere

### Verein
Gruber begann seine Karriere beim FC Kleinarl. Zur Saison 2019/20 wechselte er in die Akademie des Wolfsberger AC, bei dem er fortan sämtliche Altersstufen durchlief. Im April 2022 stand er erstmals im Kader der Amateure der Kärntner, kam aber noch nicht zum Einsatz. Sein Debüt in der Regionalliga gab er dann im Mai 2023 gegen die LASK Amateure OÖ. Bis zum Ende der Saison 2022/23 kam er zweimal zum Einsatz.
Zur Saison 2023/24 rückte er dann in den Profikader der Wolfsberger. Sein Debüt in der Bundesliga gab er im Dezember 2023, als er am 16. Spieltag jener Saison gegen den FC Red Bull Salzburg in der 90. Minute für Nikolas Veratschnig eingewechselt wurde. Bis Saisonende kam er zu zwei Bundesligaeinsätzen.
Zur Saison 2024/25 wurde Gruber auf Kooperationsbasis an den Zweitligisten SKU Amstetten verliehen.

### Nationalmannschaft
Gruber absolvierte im November 2022 gegen Nordirland sein einziges Spiel für die österreichische U-18-Auswahl. Im September 2023 debütierte er gegen Lettland im U-19-Team.

## Erfolge
- Österreichischer Cupsieger: 2025